# Paul Parey

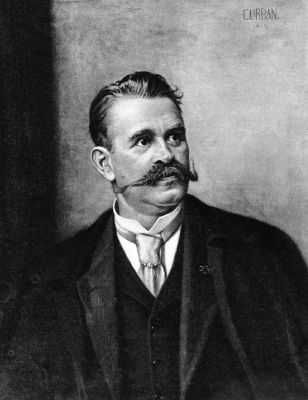
Paul Parey.

Theodor Wilhelm Paul Parey, född den 23 mars 1842 i Berlin, död där den 31 mars 1900, var en tysk bokförläggare.
Parey anställdes efter slutade studier vid Karl Wiegandts och Gustav Hempels bokförlag i Berlin, vari han sedan ingick som delägare för att 1877 helt överta förlaget. År 1881 antogs firmanamnet Paul Parey. Förlaget kom snart att inta en ledande ställning för litteraturen inom jordbrukets, trädgårdsskötselns och skogsbrukets områden. En mängd viktiga arbeten och flera större tidskrifter utgick under årens lopp därifrån, en god del därav på Pareys eget initiativ, inte sällan med avsevärda ekonomiska uppoffringar. För sina förtjänster härvidlag utnämndes Parey 1894 till filosofie hedersdoktor vid universitetet i Halle. Förlaget förblev länge det främsta på sitt område i Tyskland.